# WOW Cargo Alliance

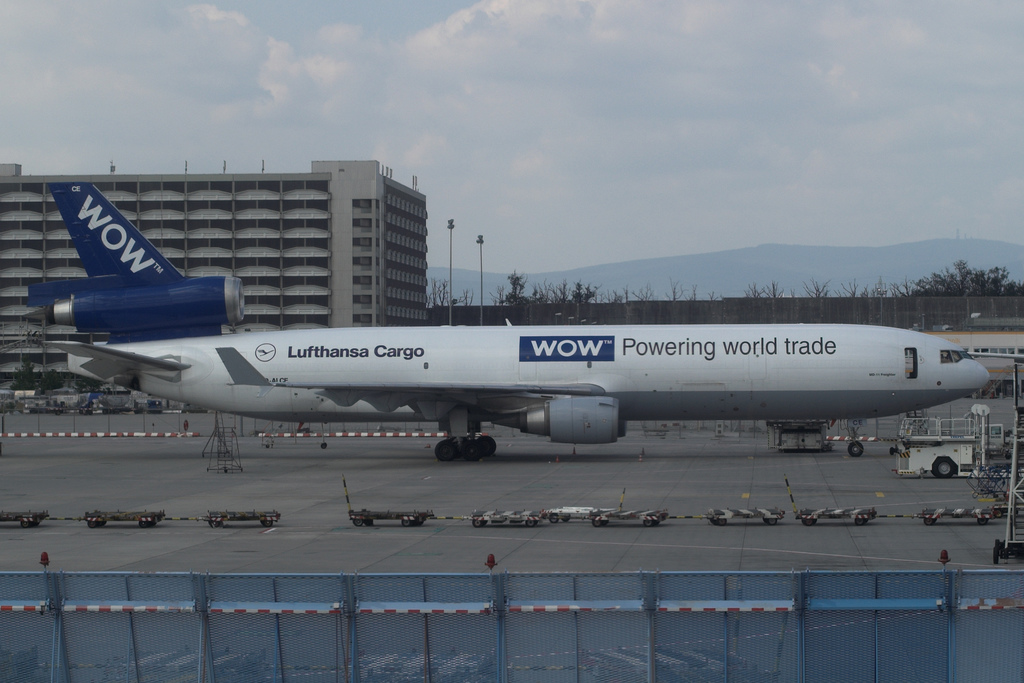
Lufthansa Cargo MD-11F

WOW Cargo Alliance är en global flygtransportallians mellan Japan Airlines Cargo, SAS Cargo Group och Singapore Airlines Cargo. WOW Cargo Alliance största konkurrerent är SkyTeam Cargo.

## Historik
- 2000 - WOW Alliance grundas av SAS Cargo Group, Lufthansa Cargo and Singapore Airlines Cargo.
- 2002 - Japan Airlines Cargo går med i WOW Alliance.
- 2009 - Lufthansa Cargo lämnar WOW